# 坂下昇
坂下 昇（さかした のぼる、1933年3月9日 - 2003年8月13日）は、日本の経済学者。専門は、計量経済学・都市経済学・地域経済学。学位は、経済学博士（東京大学・1965年）。筑波大学名誉教授。東京都出身。

## 略歴

### 学歴
- 1955年：東京大学経済学部経済学科卒業[3]
- 1960年：東京大学大学院社会科学研究科理論経済学専門課程博士課程中退

### 職歴
- 1960年：北海道大学経済学部助手
- 1961年：北海道大学経済学部講師
- 1963年：東北大学経済学部助教授
- 1970年：大阪大学社会経済研究所助教授
- 1971年：大阪大学社会経済研究所教授
- 1978年：大阪大学社会経済研究所所長（第6代、1979年まで）[3]
- 1979年：筑波大学社会工学系教授
- 1982年：筑波大学社会工学類長（1983年まで）
- 1985年：筑波大学大学院社会工学研究科長（1989年まで）
- 1992年：筑波大学社会工学系長[3]
- 1996年：筑波大学定年退官、流通経済大学流通情報学部教授
- 2001年：流通経済大学学長（2002年、任期未了のうち退任）

### 学会活動
- 応用地域科学研究会（現・応用地域学会）初代会長（1987年12月 - 1990年3月）

## 著書

### 単著
- 『低開発国における技術選択のプログラム』<研究参考資料>（アジア経済研究所、1962年）

- 『低開発国経済成長のモデル分析』<研究参考資料>（アジア経済研究所、1970年）
- 『計量経済学』<経済学入門叢書7>（東洋経済新報社、1973年）

### 共著
- 『地域政策の計画と適用』<地域経済学大系3/江沢譲爾、金子敬生編>（福地崇生、山根敬三、金子敬生、伊藤滋、新谷洋二、恒松制治との共著、勁草書房、1974年）
- 『都市成長分析-都市動態モデル序説-』<経済企画庁経済研究所研究シリーズ>（浅野紀夫、との共著、国立印刷局、1979年）
- 『「東京問題（プロブレム）」の解決策:エコノミストの分析と提言』（目良浩一、宮尾尊弘、との共著、HBJ出版局、1988年）
- 『交通経済学』<応用地域経済学シリーズ（5）>（土井正幸との共著、東洋経済新報社、2002年）

### 訳書
- S.ヴァイダ『ゲーム理論と線型計画』（新飯田宏との共訳、紀伊國屋書店、1959年）
- ジョージ.H.ポーツ、ジェローム.L.スタイン『地域経済の成長理論』（中川久成との共訳、勁草書房、1965年）
- H.アームストロング、J.テイラー『地域経済学と地域政策』（計量計画研究所地域経済学研究会訳、坂下監訳、流通経済大学出版会、1998年）
- フィリップ.マッカン『産業立地の経済学:ロジスティクス-費用接近』（流通経済大学出版会、2002年）